# Prima Categoria Umbria 1960-1961
Il campionato di calcio di Prima Categoria 1960-1961 è stato il V livello del campionato italiano. A carattere regionale, fu il secondo campionato dilettantistico con questo nome dopo la riforma voluta da Zauli del 1958.
Questo è il girone organizzato dal Comitato Regionale Umbro per la regione Umbria.

## Aggiornamenti
Cambio di denominazione:
- da Marconi Spoleto ad A.C. Spoleto

## Squadre partecipanti
| Squadra              | Città (provincia)                       | Stagione 1959-1960                                                      |
| -------------------- | --------------------------------------- | ----------------------------------------------------------------------- |
| A.C. Spoleto         | Spoleto (PG)                            | 12° in Prima Categoria Umbria                                           |
| Angelana             | Santa Maria degli Angeli di Assisi (PG) | 6° in Prima Categoria Umbria                                            |
| Bastia               | Bastia Umbra (PG)                       | 3° in Prima Categoria Umbria                                            |
| Eriberto Bosico      | Terni                                   | In Seconda Categoria Umbria/B, promossa dopo 1º posto nel girone finale |
| Foligno              | Foligno (PG)                            | 2° in Prima Categoria Umbria                                            |
| G.C.G. Grifo Perugia | Perugia                                 | 1° in Prima Categoria Umbria, rinuncia alla promozione                  |
| Gualdo               | Gualdo Tadino (PG)                      | 10° in Prima Categoria Umbria                                           |
| Narnese              | Narni (TR)                              | 4° in Prima Categoria Umbria                                            |
| Nestor               | Marsciano (PG)                          | 7° in Prima Categoria Umbria                                            |
| Ponte Felcino        | Ponte Felcino di Perugia                | 7° in Prima Categoria Umbria                                            |
| Sassonia             | Foligno (PG)                            | 7° in Prima Categoria Umbria                                            |
| Tiberis              | Umbertide (PG)                          | 11° in Prima Categoria Umbria                                           |
| Virtus               | Terni                                   | 5° in Prima Categoria Umbria                                            |
| Virtus Spoleto       | Spoleto (PG)                            | 18° in Serie D/E, retrocessa                                            |

## Classifica finale
|  | Pos. | Squadra              | Pt | G  | V  | N | P | GF | GS | DR  |
|  | ---- | -------------------- | -- | -- | -- | - | - | -- | -- | --- |
|  | 1.   | Bastia               | 42 | 26 |    |   |   |    |    |     |
|  | 2.   | Angelana             | 40 | 26 |    |   |   |    |    |     |
|  | 3.   | Virtus Spoleto       | 39 | 26 |    |   |   |    |    |     |
|  | 3.   | G.C.G. Grifo Perugia | 39 | 26 |    |   |   |    |    |     |
|  | 5.   | Narnese              | 35 | 26 | 14 | 7 | 5 | 45 | 23 | +22 |
|  | 6.   | Ponte Felcino        | 30 | 26 |    |   |   |    |    |     |
|  | 7.   | Virtus               | 26 | 26 |    |   |   |    |    |     |
|  | 8.   | Foligno (-1)         | 23 | 26 |    |   |   |    |    |     |
|  | 9.   | Gualdo               | 18 | 26 |    |   |   |    |    |     |
|  | 10.  | Nestor               | 17 | 26 |    |   |   |    |    |     |
|  | 11.  | A.C. Spoleto         | 14 | 26 |    |   |   |    |    |     |
|  | 11.  | Eriberto Bosico      | 14 | 26 |    |   |   |    |    |     |
|  | 13.  | Sassonia             | 13 | 26 |    |   |   |    |    |     |
|  | 14.  | Tiberis              | 12 | 26 |    |   |   |    |    |     |

Legenda:

      Promossa in Serie D 1961-1962 ed ammessa alla fase finale interregionale.
      Retrocessa in Seconda Categoria Umbria 1961-1962.
Regolamento:

Due punti a vittoria, uno a pareggio, zero a sconfitta.
Note:

Il Bastia rinuncia alla promozione in Serie D.
La Tiberis è stata poi riammessa.
Il Foligno ha scontato 1 punto di penalizzazione.